# Sühbaataryn Yanjmaa

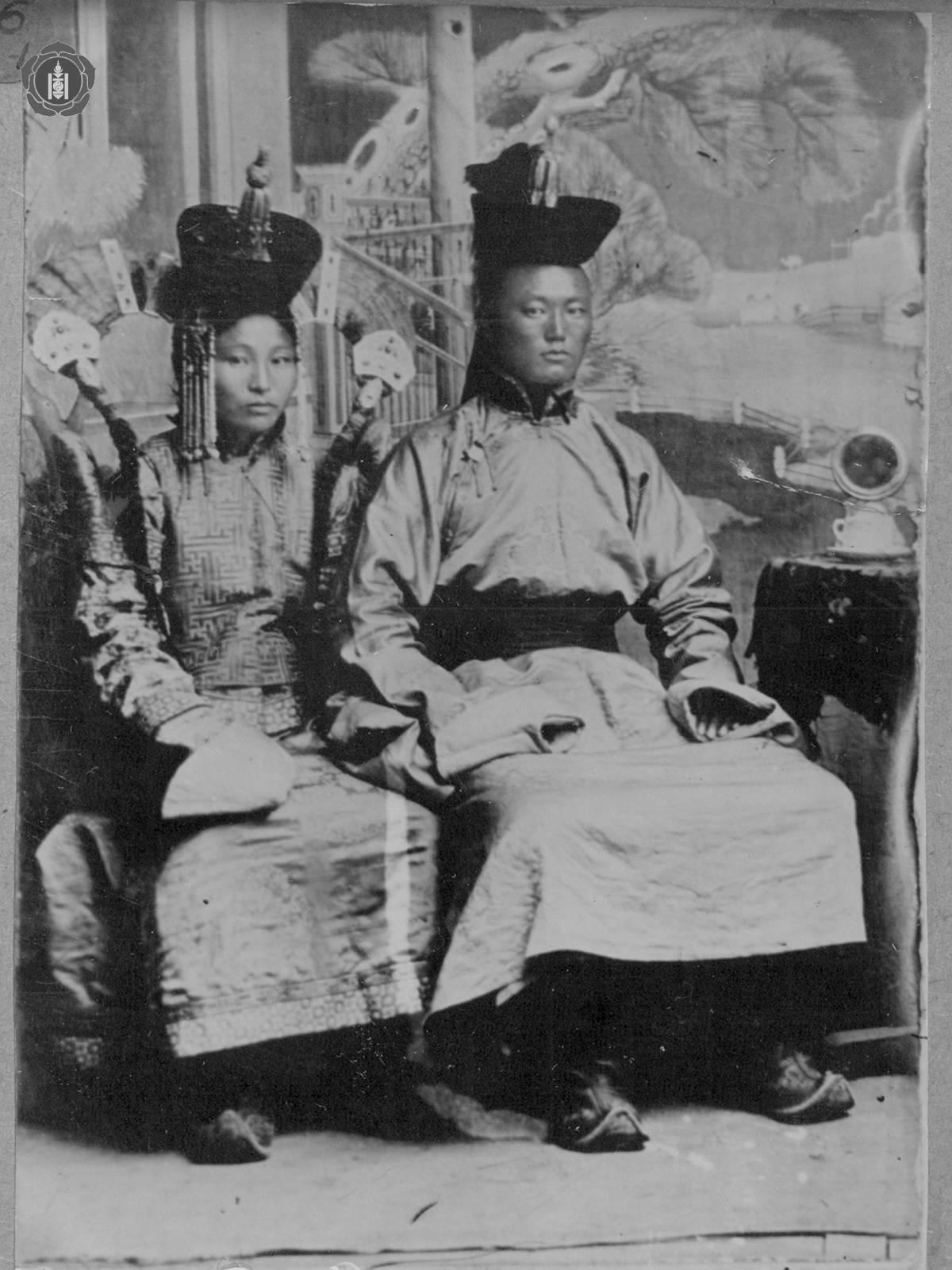
Sühbaataryn Yanjmaa, links op de foto.

Sühbaataryn Yanjmaa (Mongools: Сүхбаатарын Янжмаа) (15 februari 1893 – Ulaanbaatar, 1 mei 1962) was een politica uit de Volksrepubliek Mongolië).
Sühbaataryn was getrouwd met de vader des vaderlands van Mongolië, Soeche Bator. Na diens overlijden in 1923 werd Sühbaataryn een belangrijke politica voor de Mongoolse Revolutionaire Volkspartij (MPRP). Ze was van 1940 tot 1950 lid van het Presidium van de Kleine Staatshural en van 1950 tot 1953 vicevoorzitster van de Kleine Staatshural (vicepresident). Van 1953 tot 1954 was Sühbaataryn voorzitster van de Kleine Staatshural dat wil zeggen staatshoofd van de Mongoolse Volksrepunliek. Van 1954 tot haar dood in 1962 was ze opnieuw lid van het Presidium van de Kleine Staatshural en ook nog enige tijd vicevoorzitster van dat orgaan.